# Zafarullah Khan Jamali
Mir Zafarullah Khan Jamali lub Chan Dżamali (urdu میر ظفراللہ خان جمالی; ur. 1 stycznia 1944 w Dera Murad Jamali w Beludżystanie, zm. 2 grudnia 2020 w Rawalpindi) – pakistański polityk, premier Pakistanu w latach 2002–2004.

## Życiorys

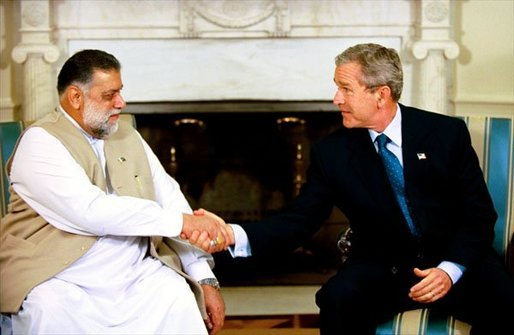
Jamali i prezydent Stanów Zjednoczonych George W. Bush (2003)

Uczęszczał do Lawrence College w Murree oraz Aitchison College i Government College w Lahaurze. W 1965 ukończył studia politologiczne na Uniwersytecie Pendżabu.
Karierę polityczną rozpoczął w latach 70. jako członek Pakistańskiej Partii Ludowej. Z jej ramienia w 1977 został wybrany do zgromadzenia prowincjonalnego Beludżystanu. Wszedł do rządu prowincji jako minister żywności, informacji i spraw parlamentarnych. Po zamachu stanu generała Muhammada Zii ul-Haqa w tym samym roku, Jamali stał się jego sprzymierzeńcem i wszedł do jego rządu jako minister stanu. W 1985 został wybrany do Zgromadzenia Narodowego Pakistanu. Był, obok Mohammada Khana Junejo i Elahiego Buxa Soomro, jednym z trzech kandydatów na urząd premiera kraju; ostatecznie rząd utworzył Junejo, a Jamali objął tekę ministra wody i energii.
Dwukrotnie tymczasowo pełnił funkcję ministra naczelnego Beludżystanu (1988 i 1996–1997). Reprezentował Pakistan na sesjach Zgromadzenia Ogólnego ONZ w 1980 i 1991.
Po zamachu stanu w 1999 wstąpił do Pakistańskiej Ligi Muzułmańskiej (Q). Po wygranych przez tę partię wyborach parlamentarnych w 2002, 21 listopada Jamali został wybrany przez Zgromadzenie Narodowe na urząd premiera, uzyskując 172 głosy na 329. Urząd objął 23 listopada. 26 czerwca 2004 podał się do dymisji.
W czerwcu 2018 wstąpił do Pakistańskiego Ruchu na rzecz Sprawiedliwości.